# Arquidiócesis de San Luis Potosí
La arquidiócesis de San Luis Potosí (en latín: Archidioecesis Sancti Ludovici Potosiensis) es una circunscripción eclesiástica de la Iglesia católica en México. Se trata de una arquidiócesis latina, sede metropolitana de la provincia eclesiástica de San Luis Potosí. Desde el 26 de marzo de 2022 su arzobispo es Jorge Alberto Cavazos Arizpe.

## Territorio y organización

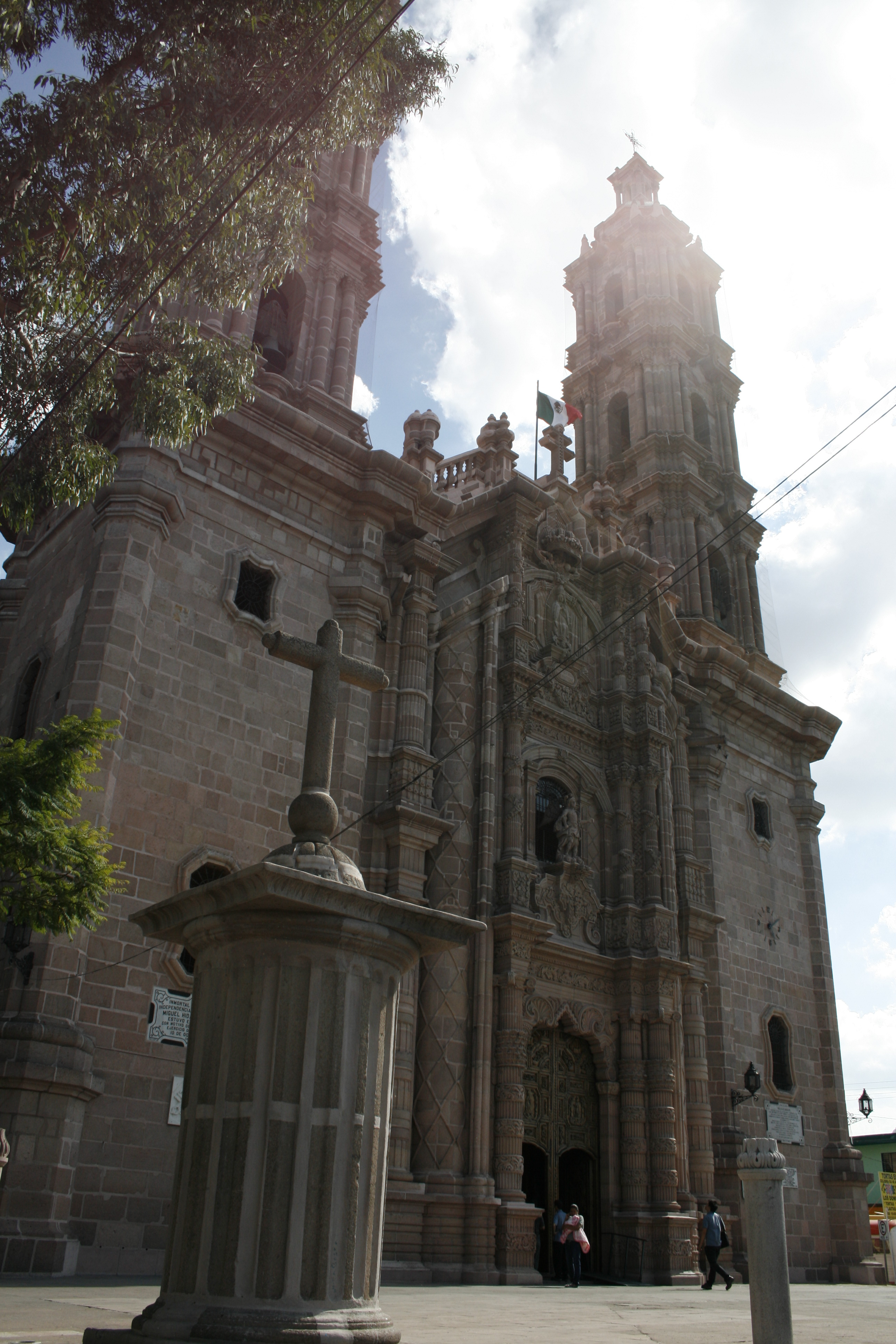
Basílica santuario de Nuestra Señora de Guadalupe, en San Luis Potosí

La arquidiócesis tiene 19 428 km² y extiende su jurisdicción sobre los fieles católicos de rito latino residentes en 21 municipios del estado de San Luis Potosí: Ahualulco, Armadillo de los Infante, Cerritos, Cerro de San Pedro, Ciudad Fernández, Mexquitic de Carmona, Moctezuma, Rioverde, Salinas, San Ciro de Acosta, San Luis Potosí, San Nicolás Tolentino, Santa María del Río, Soledad de Graciano Sánchez, Tierra Nueva, Villa de Guadalupe, Villa de Ramos, Villa de Reyes, Villa Hidalgo, Villa Juárez y Zaragoza.
La sede de la arquidiócesis se encuentra en la ciudad de San Luis Potosí, en donde se halla la Catedral de Nuestra Señora de la Expectación y la basílica menor y santuario de Nuestra Señora de Guadalupe.
La arquidiócesis tiene como sufragáneas a las diócesis de: Ciudad Valles, Matehuala y Zacatecas.
En 2020 en la arquidiócesis existían 115 parroquias.

## Historia
La diócesis de San Luis Potosí fue erigida por el papa Pío IX con la bula Deo Optimo Maximo largiente del 31 de agosto de 1854. El territorio original se obtuvo de las diócesis de Michoacán (hoy arquidiócesis de Morelia) y de Guadalajara (hoy arquidiócesis de Guadalajara) y de la arquidiócesis de México, de donde provinieron las treinta y cinco parroquias originales: dieciocho, nueve y ocho parroquias, respectivamente. Inicialmente fue sufragánea de la arquidiócesis de México.
El 26 de enero de 1863 cedió dos parroquias de su territorio para la erección de la diócesis de Zacatecas mediante la bula Ad Universam Agri Dominici del papa Pío IX y pasó a formar parte de la provincia eclesiástica de la arquidiócesis de Michoacán.
El 24 de noviembre de 1922 cedió una porción de su territorio para la erección de la diócesis de Huejutla mediante la bula Inter negotia del papa Pío XI.
El 27 de noviembre de 1960 cedió otra porción de su territorio para la erección de la diócesis de Ciudad Valles mediante la bula Cum rectus rerum del papa Juan XXIII.
El 5 de noviembre de 1988 fue elevada al rango de arquidiócesis metropolitana con la bula Nihil optabilius del papa Juan Pablo II.
El 28 de mayo de 1997 cedió otra porción de su territorio para la erección de la diócesis de Matehuala mediante la bula Apostolicum officium del papa Juan Pablo II.

## Estadísticas
Según el Anuario Pontificio 2021 la arquidiócesis tenía a fines de 2020 un total de 1 597 896 fieles bautizados.
| Año                                                                             | Población            | Población | Población      | Sacerdotes | Sacerdotes    | Sacerdotes    | Bautizados por sacerdote | Diáconos permanentes | Religiosos | Religiosos | Parroquias |
| Año                                                                             | Bautizados católicos | Total     | % de católicos | Total      | Clero secular | Clero regular | Bautizados por sacerdote | Diáconos permanentes | Varones    | Mujeres    | Parroquias |
| ------------------------------------------------------------------------------- | -------------------- | --------- | -------------- | ---------- | ------------- | ------------- | ------------------------ | -------------------- | ---------- | ---------- | ---------- |
| 1950                                                                            | 419 803              | 420 589   | 99.8           | 164        | 160           | 4             | 2559                     |                      | 24         | 324        | 55         |
| 1966                                                                            | 600 000              | 605 000   | 99.2           | 90         | 35            | 55            | 6666                     |                      | 96         | 505        | 35         |
| 1970                                                                            | 782 106              | 800 973   | 97.6           | 167        | 125           | 42            | 4683                     |                      | 66         | 625        | 46         |
| 1976                                                                            | 991 943              | 1 016 305 | 97.6           | 184        | 148           | 36            | 5390                     |                      | 66         | 567        | 59         |
| 1980                                                                            | 1 175 630            | 1 220 660 | 96.3           | 181        | 144           | 37            | 6495                     |                      | 59         | 618        | 60         |
| 1990                                                                            | 2 024 113            | 2 115 763 | 95.7           | 213        | 166           | 47            | 9502                     |                      | 64         | 517        | 79         |
| 1999                                                                            | 1 660 130            | 1 731 183 | 95.9           | 247        | 201           | 46            | 6721                     | 9                    | 101        | 744        | 74         |
| 2000                                                                            | 1 676 731            | 1 748 494 | 95.9           | 240        | 194           | 46            | 6986                     | 9                    | 65         | 744        | 75         |
| 2001                                                                            | 1 693 498            | 1 765 979 | 95.9           | 226        | 180           | 46            | 7493                     | 9                    | 65         | 539        | 80         |
| 2002                                                                            | 1 700 000            | 1 788 936 | 95.0           | 242        | 192           | 50            | 7024                     | 9                    | 72         | 650        | 82         |
| 2003                                                                            | 1 716 650            | 1 807 000 | 95.0           | 260        | 205           | 55            | 6602                     | 10                   | 165        | 862        | 85         |
| 2004                                                                            | 1 734 488            | 1 825 777 | 95.0           | 258        | 208           | 50            | 6722                     | 10                   | 163        | 862        | 86         |
| 2010                                                                            | 1 845 000            | 1 925 000 | 95.8           | 264        | 212           | 52            | 6988                     | 10                   | 175        | 810        | 107        |
| 2014                                                                            | 1 913 000            | 1 996 000 | 95.8           | 303        | 232           | 71            | 6313                     | 11                   | 163        | 599        | 114        |
| 2017                                                                            | 1 539 441            | 1 682 449 | 91.5           | 289        | 239           | 50            | 5326                     | 10                   | 84         | 576        | 114        |
| 2020                                                                            | 1 597 896            | 1 746 334 | 91.5           | 279        | 232           | 47            | 5727                     | 8                    | 74         | 538        | 115        |
| Fuente: Catholic-Hierarchy, que a su vez toma los datos del Anuario Pontificio. |                      |           |                |            |               |               |                          |                      |            |            |            |

## Episcopologio

### Obispos
- Pedro Barajas y Moreno † (30 de noviembre de 1854-30 de diciembre de 1868 falleció)
- Manuel del Conde y Blanco † (25 de julio de 1869-21 de junio de 1872 falleció)
- José Nicanor Corona e Izarraraz † (22 de diciembre de 1873-27 de julio de 1883 falleció)
- José María Ignacio Montes de Oca y Obregón † (13 de noviembre de 1884-19 de agosto de 1921 falleció)
- Miguel María de la Mora y Mora † (24 de febrero de 1922-14 de julio de 1930 falleció)
- siervo de Dios Guillermo Tritschler y Córdova † (30 de enero de 1931-22 de febrero de 1941 nombrado arzobispo de Monterrey)
- Gerardo Anaya y Diez de Bonilla † (3 de octubre de 1941-16 de junio de 1958 falleció)
- Luis Cabrera Cruz † (25 de agosto de 1958-2 de septiembre de 1967 falleció)
- Estanislao Alcaraz y Figueroa (3 de marzo de 1968-3 de julio de 1972 nombrado arzobispo de Morelia)
- Ezequiel Perea Sánchez (25 de noviembre de 1972-25 de abril de 1986 retirado)
- Arturo Antonio Szymanski Ramírez (27 de enero de 1987-5 de noviembre de 1988 nombrado arzobispo)

### Arzobispos
- Arturo Antonio Szymanski Ramírez (5 de noviembre de 1988-20 de enero de 1999 retirado)
- Luis Morales Reyes (20 de enero de 1999-3 de abril de 2012 retirado)
- Jesús Carlos Cabrero Romero (3 de abril de 2012-26 de marzo de 2022 retirado)
- Jorge Alberto Cavazos Arizpe, desde el 26 de marzo de 2022